# Keyvan Ghanbarzadeh
Keyvan Ghanbarzadeh (né le 26 mai 1990 à Babol) est un athlète iranien, spécialiste du saut en hauteur.

## Biographie
Son record personnel et national est de 2,26 m, réalisé à Chiraz le 21 avril 2012. Il égale ce record à deux reprises en 2015, à Bangkok le 22 juin et à Pathum Thani le 25 juin. Il obtient la médaille d'argent lors des Championnats d'Asie à Pune en juillet 2013.
Il a participé aux Championnats du monde jeunesse à Ostrava en 2007.
Le 19 mai 2017, il remporte la médaille de bronze des Jeux de la solidarité islamique avec un bond à 2,24 m, devancé sur le podium par le Syrien Majd Eddine Ghazal (2,28 m) et le Qatari Mahamat Alamine Hamdi (2,26 m). Le 20 septembre, il décroche la médaille d'argent des Jeux asiatiques en salle en améliorant le record national avec 2,26 m, battant son vieux record personnel de 2,21 m. Il est battu par Majd Eddine Ghazal, 2,26 m également.

## Palmarès
| Date | Compétition                     | Lieu        | Résultat | Marque |
| ---- | ------------------------------- | ----------- | -------- | ------ |
| 2009 | Championnats d'Asie             | Canton      | 4e       | 2,15 m |
| 2010 | Championnats d'Asie en salle    | Téhéran     | 2e       | 2,17 m |
| 2010 | Jeux asiatiques                 | Guangzhou   | 8e       | 2,19 m |
| 2011 | Championnats d'Asie             | Kōbe        | 6e       | 2,18 m |
| 2011 | Universiade                     | Shenzhen    | 6e       | 2,20 m |
| 2013 | Jeux de la solidarité islamique | Palembang   | 1er      | 2,20 m |
| 2013 | Championnats d'Asie             | Pune        | 2e       | 2,21 m |
| 2014 | Jeux asiatiques                 | Incheon     | finale   | NM     |
| 2015 | Championnats d'Asie             | Wuhan       | 5e       | 2,20 m |
| 2015 | Jeux mondiaux militaires        | Mungyeong   | 5e       | 2,24 m |
| 2016 | Championnats d'Asie en salle    | Doha        | 4e       | 2,20 m |
| 2017 | Jeux de la solidarité islamique | Bakou       | 3e       | 2,24 m |
| 2017 | Championnats d'Asie             | Bhubaneswar | 6e       | 2,20 m |
| 2017 | Jeux asiatiques en salle        | Achgabat    | 2e       | 2,26 m |
| 2018 | Championnats d'Asie en salle    | Téhéran     | 2e       | 2,15 m |

## Records
| Épreuve         | Épreuve   | Performance | Lieu                        | Date                                    |
| --------------- | --------- | ----------- | --------------------------- | --------------------------------------- |
| Saut en hauteur | Plein air | 2,26 m (NR) | Chiraz Bangkok Pathum Thani | 21 avril 2012 22 juin 2015 25 juin 2015 |
| Saut en hauteur | En salle  | 2,26 m (NR) | Achgabat                    | 20 septembre 2017                       |